# Roland von Kummant
Roland von Kummant (* 1977 in Dachau) ist ein deutscher Schauspieler.

## Leben
Roland von Kummant machte zunächst eine Ausbildung zum Masseur. Von 1999 bis 2002 absolvierte er eine Schauspielausbildung an der Berufsfachschule für Darstellende Kunst Schauspiel München. Seine Berufslaufbahn als Schauspieler begann 2003/2004 mit der Mitwirkung in verschiedenen Kurzfilmen der Hochschule für Fernsehen und Film (HFF) in München.
Seit 2005 arbeitet er regelmäßig auch für Film und Fernsehen. Er spielte in zahlreichen Fernsehserien mit; sehr häufig war er dabei in Serien mit süddeutschem, oberbayerischem oder österreichischem Hintergrund eingesetzt.
In den Folgen 143/144 der Telenovela Sturm der Liebe (2006) spielte er den Hotelangestellten Josef. Von 2007 bis 2008 übernahm er als Hiasl Wacker, Sohn des ehemaligen Leiters der Gemeindebücherei, eine wiederkehrende Nebenrolle in der Serie Der Kaiser von Schexing. Von 2008 bis 2009 war er als Richie, Braumeister der Brauerei Kirchleitner, in der Serie Dahoam is Dahoam in einer festen Nebenrolle zu sehen.
In dem Fernsehfilm Am Ende muss Glück sein (2011) aus der ZDF-Fernsehreihe Kommissarin Lucas spielte er Benedikt Huber, den Geschäftsführer eines Clubs mit Animierbetrieb. Im Polizeiruf-110-Krimi Kinderparadies (2013) hatte er eine Nebenrolle als Hauskäufer Herr Bichlmeier. In dem ZDF-Fernsehfilm Die Gruberin (2013) spielte er den Bruder der Jungbäuerin Sophie Gruber. In dem Fernsehfilm Grauzone (2015) aus der ZDF-Fernsehreihe Unter Verdacht spielte er Max Söllner, einen Ermittler des Sozialreferats München.
Roland von Kummant hatte auch mehrere Episodenrollen, u. a. in den Serien Die Rosenheim-Cops (2011; als Biobauer Steffen Waigand), Heiter bis tödlich: Hubert und Staller (2012; als Aufnahmeleiter Manni Seifert), Heiter bis tödlich: Fuchs und Gans (2012; als Gärtner Walter Hornauer) und Die Garmisch-Cops (2014; als tatverdächtiger Ehemann des Mordopfers).
In der 15. Staffel der Fernsehserie Die Rosenheim-Cops (2015) übernahm er eine Episodenrolle als tatverdächtiger Regisseur eines Rosenheimer Bauerntheaters. In der 43. Staffel der ZDF-Krimiserie SOKO München (2017) war Roland von Kummant in einer Episodenhauptrolle als tatverdächtiger Dorfmetzger Josef Birnbacher zu sehen. In der 17. Staffel der ZDF-Krimiserie Die Rosenheim-Cops (2018) spielte er  den tatverdächtigen Rosenheimer Schachmeister Georg Rieder.
Neben seiner Tätigkeit als Schauspieler ist er als Singer-Songwriter tätig. Er komponiert Songs aus dem Pop- und Rock-Genre. Er schreibt die Musik und Texte für seine Songs, die er auch selbst einsingt.
Roland von Kummant ist verheiratet. Er lebt in München.

## Filmografie (Auswahl)
- 2006: Sturm der Liebe (Fernsehserie)
- 2007: Die Handwerker Gottes (Kurzfilm)
- 2008: Der Kaiser von Schexing (Fernsehserie)
- 2008–2009: Dahoam is Dahoam (Fernsehserie)
- 2009: Echtzeit – ist doch nur ein Spiel... (Kurzfilm)
- 2011: Kommissarin Lucas – Am Ende muss Glück sein (Fernsehreihe)
- 2012: Die Chefin (Fernsehserie, Folge: Enthüllung)
- 2012: Heiter bis tödlich: Hubert und Staller (Fernsehserie, Folge: Bauer sucht Mörder)
- 2012: Heiter bis tödlich: Fuchs und Gans (Fernsehserie, Folge: Die Badende)
- 2012: Die Rosenheim-Cops (Fernsehserie, Folge: Ein ganz besonderer Gast)
- 2013: Polizeiruf 110: Kinderparadies (Fernsehreihe)
- 2013: Die Gruberin (Fernsehfilm)
- 2014: Die Garmisch-Cops (Fernsehserie, Folge: Gesund sterben)
- 2014: Heiter bis tödlich: Monaco 110 (Fernsehserie, Folge: Observation)
- 2015: Unter Verdacht: Grauzone (Fernsehreihe)
- 2015: Die Rosenheim-Cops (Fernsehserie, Folge: Der große Unbekannte)
- 2016: Das Geheimnis der Hebamme (Fernsehfilm)
- 2016: Lena Lorenz: Ein Fall von Liebe (Fernsehreihe)
- 2017: SOKO München (Fernsehserie, Folge: Der Querulant)
- 2017: Luna
- 2018: Die Rosenheim-Cops (Fernsehserie, Folge: Tödliche Rochade)
- 2018: Team Alpin: Stromabwärts (Fernsehreihe)
- 2021: Watzmann ermittelt (Fernsehserie, Folge: König Watzmann)
- 2022: Die Rosenheim-Cops (Fernsehserie, Folge: Ein gewagtes Stück)
- 2025: Tatort: Charlie (Fernsehreihe)